# El Perico (ort i Honduras, Departamento de Cortés)
El Perico är en ort i Honduras.   Den ligger i departementet Departamento de Cortés, i den västra delen av landet, 150 km nordväst om huvudstaden Tegucigalpa. El Perico ligger 900 meter över havet och antalet invånare är 1 141.
Terrängen runt El Perico är huvudsakligen lite bergig. El Perico ligger uppe på en höjd. Runt El Perico är det ganska glesbefolkat, med 31 invånare per kvadratkilometer. Närmaste större samhälle är San Antonio de Cortés, 8,0 km nordost om El Perico.  